# Edzell
Edzell est un village de l'Angus, en Écosse.